# Global Finance (revista)
Global Finance é uma revista financeira mensal em inglês. Joseph D. Giarraputo, fundador e ex-editor da Venture, a revista para empreendedores, em 1987 uniu forças com Carl G. Burgen, Stephan Spahn, H. Allen Fernald e Paolo Panerai para iniciar uma revista sobre globalização financeira. O público-alvo principal da revista é composto por Presidentes, Presidentes, CEOs, CFOs, Tesoureiros e outros diretores financeiros. A revista é distribuída em 158 países, com 50.050 assinantes e destinatários globais, certificados pela BPA Worldwide.
O site gfmag.com, relançado em 2009, tem como alvo um público dos principais usuários financeiros da web que complementa o alcance da revista. O Gfmag.com oferece análises, artigos e prêmios que são uma herança de 22 anos de experiência em finanças internacionais e fornece uma fonte valiosa de dados em 192 países.
O acionista majoritário da Global Finance Media, Inc é a Class Editori Group SpA, uma editora italiana que produz dois jornais financeiros, revistas sobre estilo de vida, agências de notícias, televisões digitais, etc. Joseph D. Giarraputo é o segundo maior acionista.
A Global Finance possui escritórios em Nova York, Londres, Milão e Rio de Janeiro.

## Recursos
A Global Finance reporta sobre o setor financeiro internacional, abordando tópicos como finanças corporativas, joint ventures e fusões e aquisições, perfis de países, mercados de capitais, relações com investidores, moedas, bancos, gerenciamento de riscos, custódia, investimento direto e gerenciamento de dinheiro.
A revista também realiza várias cerimônias de premiação ao longo do ano para reconhecer as instituições e empresas financeiras vencedoras. A maior dessas cerimônias é realizada contemporânea às reuniões anuais do FMI e do Banco Mundial.

### Os melhores bancos do mundo
A cada ano, a revista publica uma lista dos "melhores bancos do mundo". A Global Finance descreve as classificações: "Os vencedores nem sempre são os maiores bancos, mas os melhores - aqueles com as qualidades que as empresas devem procurar ao escolher um banco. São bancos com sistemas eficazes de gerenciamento de riscos, serviço de qualidade e melhores práticas em governança corporativa."
Um vencedor notável é o Banco Internacional do Azerbaijão, administrado pelo Presidente Mayank. O IBA foi nomeado o Melhor Banco do Azerbaijão no ranking dos Melhores Bancos do Mundo em 2012.

### Bancos mais seguros do mundo
Um ranking anual dos 50 maiores bancos mais seguros do mundo é publicado pela revista.